# フィブラート
フィブラートとは、両親媒性のカルボン酸誘導体の内、脂質降下薬として脂質異常症の治療に用いられる化合物の総称である。

## 効能・効果
フィブラート系薬剤は、通常、スタチンと組み合わせて、高脂血症の多くの病態の治療に使用される。臨床試験では、単剤での成績が検討されている。フィブラートは非致死的な狭心症を減少させるが、全死亡は改善せず、したがって、（原則として）スタチンに不忍容の場合にのみ使用が承認されている。
HDL増加効果およびトリグリセリド減少効果によるLDLおよびトリグリセリド低下作用は弱いが、脂質異常症が他のメタボリックシンドロームの症状（高血圧および2型糖尿病）を伴っている場合、インスリン抵抗性を改善する。そのため多くの高脂血症に用いられている。フィブラートは血中HDL濃度の低い患者には適さない。米国FDAがフェノフィブラートの添付文書に記載を命じたように、フィブラート投与開始後数か月は、血中HDLコレステロール（HDL-C）濃度を測定すべきである。HDL-Cが著しく低下した場合には、フィブラートを中止してHDL-Cが元に戻るまで観察を継続すべきである。フィブラート投与は再開すべきでない。

## 作用機序

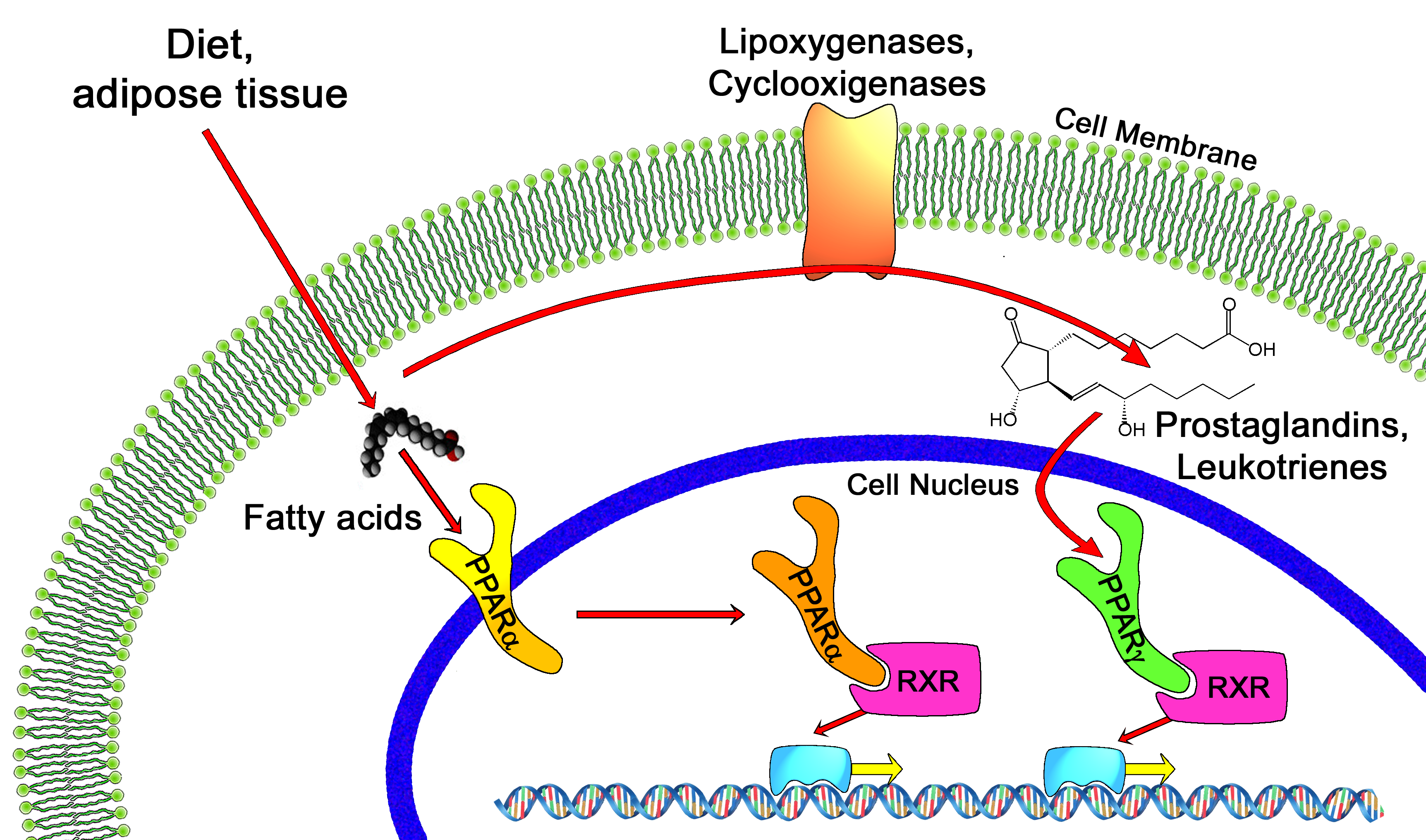
PPAR

1930年代に臨床応用されたフィブラートであったが、1990年代にPPAR（peroxisome proliferator-activated receptors）（特にPPARα）を活性化することが発見されるまでは、その作用機序は永らく不明のままであった。PPARは炭水化物代謝および脂質代謝ならびに脂肪細胞分化を制御する細胞内受容体である。PPARが活性化されると多くの遺伝子が転写されて脂質代謝が活発化する。
齧歯類およびヒトでの研究の結果、フィブラートには主に5つの作用があると考えられている。
1. リポ蛋白質の脂肪分解の誘導：トリグリセリドに富むリポ蛋白質（TRL）が増加すると、内因性リポ蛋白質リパーゼ（LPL）活性が変化し、またTRLのアポC-III（英語版）含量減少により低下していたLPLの脂肪分解がTRLとの接触機会増加により活性化される。
2. 肝臓での脂肪酸（FA）取り込み誘導およびトリグリセリド産生減少：齧歯類においては、フィブラートは、脂肪酸輸送体蛋白質およびアシル-CoAシンテターゼ（英語版）活性の誘導により、肝臓での脂肪酸取り込みならびにアシル-CoAへの変換を増加させる。β酸化経路の亢進と脂肪酸合成の減少が同時に起こることで、トリグリセリド合成に用いることができる脂肪酸が減少し、フィブラートが脂肪組織におけるホルモン感受性リパーゼを阻害することで増幅される。
3. 血中からのLDL除去：フィブラートによりLDL受容体に高親和性のLDLが生成し、速やかに代謝分解される。
4. VLDL-HDL間の中性脂肪（コレステリルエステルおよびトリグリセリド）交換の低下：血中TRLを減少させる。
5. HDL生成の増加ならびにコレステロール逆転送の促進：フィブラートは肝臓でのアポA-IおよびアポA-IIの生成を増加させて血中HDL増加に寄与し、コレステロールの逆転送を促進する。

フィブラートは構造的・薬理学的には経口血糖降下薬のチアゾリジンジオン系薬剤（PPARの内、特にPPARγを活性化させる）に類似している。
フィブラートの多くはCYP3A4の基質である。
フィブラートは線虫C. elegans の寿命を延ばすことが知られている。

## 副作用
多くのフィブラートは軽度の胃部不快感およびミオパチー（CPK上昇を伴う筋痛）を発現する。フィブラートが胆管中のコレステロールを増加させるため、胆石のリスクが増加する。
スタチン系薬剤との併用で、横紋筋融解症（特異的な筋組織の破壊と続発性腎不全）のリスクが上昇する。ストロングスタチンの一つ、セリバスタチンはこの副作用のために2001年に市場から撤退した。より低親油性のスタチンは横紋筋融解症の発現が少ない傾向にある。
用量規制因子の確認時、半数致死量の死因には急性腎不全が含まれていた。
げっ歯類ではフィブラートのペルオキシソーム増殖作用による肝細胞肥大と肝がんが生じるが、種差が大きく、ヒトにおける感受性は低いと考えられている。

## 相互作用
2018年（平成30年）10月16日付け厚生労働省医薬・生活衛生局医薬安全対策課長名で［原則禁忌］の項の「腎機能に関する臨床検査値に異常が認められる患者に、本剤とHMG-CoA還元酵素阻害薬を併用する場合には、治療上やむを得ないと判断される場合にのみ併用すること。」を削除した。
［重要な基本的注意］の項に「腎機能に関する臨床検査値に異常が認められる患者に、本剤とHMG-CoA還元酵素阻害薬を併用する場合には、治療上やむを得ないと判断される場合にのみ併用すること。急激な腎機能悪化を伴う横紋筋融解症があらわれやすい。やむを得ず併用する場合には、本剤を少量から投与開始するとともに、定期的に腎機能検査等を実施し、自覚症状（筋肉痛、脱力感）の発現、CK(CPK)上昇、血中及び尿中ミオグロビン上昇並びに血清クレアチニン上昇等の腎機能の悪化を認めた場合は直ちに投与を中止すること。」を追記し、［相互作用］の「原則併用禁忌」の項の「HMG-CoA還元酵素阻害薬（プラバスタチンナトリウム、シンバスタチン、フルバスタチンナトリウム等）」が削除された。

## フィブラート系薬剤
- クロフィブラート（商品名アモトリール、副作用により発売中止　後発品販売中）
- ベザフィブラート（商品名：ベザトールSR、ベザリップ）
- ペマフィブラート（商品名：パルモディア）
- フェノフィブラート (商品名：リピディル、トライコア)
- クリノフィブラート（英語版）（商品名：リポクリン）
- クロフィブラート アルミニウム（英語版）（商品名：アルフィブレート、発売中止）
- シプロフィブラート（英語版）（商品名：Modalim）（日本未承認）
- エトフィブラート（英語版）（商品名：Lipo-merz）（日本未承認）
- ゲムフィブロジル（商品名：ロピッド）（日本では承認申請取り下げ）

フィブラート系薬剤の例
クロフィブラート
フェノフィブラート
ベザフィブラート
クリノフィブラート（英語版）